# Dağdelen, Doğubayazıt
Dağdelen là một xã thuộc huyện Doğubayazıt, tỉnh Ağrı, Thổ Nhĩ Kỳ. Dân số thời điểm năm 2011 là 481 người.